# Торт Блекаут
Торт Блекаут, Блекаут кейк (англ. Blackout cake), який іноді називають англ. Brooklyn Blackout cake, — це шоколадний торт, наповнений шоколадним пудингом і покритий шоколадними крихтами. Він був винайдений під час Другої світової війни мережею пекарень Брукліна під назвою Ebinger's на знак визнання обов'язкових відключень світла для захисту Бруклінської військово-морської верфі.
Після війни ця назва збереглася для дуже чорного шоколадного торта і стала загальною для американського Середнього Заходу. Варіант від Ebinger був дуже популярним і став фірмовою пропозицією, популярною серед жителів Брукліна, доки мережа з понад п'ятдесяти закладів не закрилася в 1972 році.